# المقاتل النهائي: نهائي ريدمبشن
المقاتل النهائي: نهائي ريدمبشن (بالإنجليزية: The Ultimate Fighter: Redemption)‏ المعروف أيضًا باسم المقاتل النهائي 25 (بالإنجليزية: The Ultimate Fighter 25)‏ هو الموسم الخامس والعشرون من المسلسل التلفزيوني الواقعي المقاتل النهائي الذي أنتجته بطولة القتال النهائي (يو إف سي). تم عرضه لأول مرة في 19 أبريل 2017.